# David Abell
David Abell Abel eller Ebell (død ca. 1576) var en dansk komponist og organist, der virkede i Kantoriet (den danske konges kor og orkester – forgængeren for Det Kongelige Kapel) som organist ved Christian III's og Frederik II's hof.

## Liv og gerning
Hans herkomst er ubekendt.
I 1551 var han ansat som organist i Kantoriet, og fra denne periode skriver sig et par 6-stemmige kanoner og en 5-stemmig behandling af en livlig folkelig melodi, der bærer hans navn og findes opbevarede i Kantoriets nodebøger fra 1541.
I 1555 valgtes han til organist ved Marienkirche i Lübeck, hvorfra han tog sin afsked 1572, da han af Frederik II atter blev indkaldt til det danske hof for ved Kapellets reorganisation at overtage embedet som hoforganist efter Arnold de Fine, der forfremmedes til kapelmester, og tillige for at rekruttere og forestaa Kapellets blæserkorps. Abells virksomhed i denne nye stilling varede kun nogle få år. I oktober 1576 blev hans embede og bolig overdraget til andre. Formodentlig er han henimod denne tid afgået ved døden.
Andre samtidige musikere i Kantoriet var Jørgen Presten (Preston), Mads Hak og Jørgen Heide (Jürgen).